# Resolució 1969 del Consell de Seguretat de les Nacions Unides
La Resolució 1969 del Consell de Seguretat de les Nacions Unides fou adoptada per unanimitat el 24 de febrer de 2011. Després de reafirmar les resolucions 1599 (2005), 1677 (2006), 1690 (2006), 1703 (2006), 1704 (2006), 1745 (2007), 1802 (2008), 1867 (2009) i 1912 (2010) sobre la situació a Timor Oriental, el Consell va decidir ampliar el mandat de la Missió Integrada de les Nacions Unides a Timor Oriental (UNMIT) durant un any, fins al 26 de febrer de 2012.

## Observacions
En el preàmbul de la resolució, el Consell va observar millores en la situació política i de seguretat a Timor Oriental i va instar a continuar amb aquest esforç. Va reafirmar la importància d'un poder judicial independent i actuar contra la impunitat. S'havia avançat amb les responsabilitats policials de la Policia Nacional de Timor Oriental (PNTL), un sistema de justícia millorat i mesures contra la corrupció assumides pel govern.
A més, el Consell va elogiar al govern timorès per assolir un fort creixement econòmic i el desenvolupament socioeconòmic, però va assenyalar que el país encara ha d'abordar els motius de la crisi de 2006.

## Actes
El Consell de Seguretat va estendre el mandat de la UNMIT en el seu actual nivell de 1.520 efectius uniformats, 1.480 policies i 1.200 funcionaris civils fins al 26 de febrer de 2012 i va instar a totes les parts de Timor a participar en el diàleg polític per consolidar la democràcia i el desenvolupament social i econòmic. S'ha demanat a la UNMIT que assisteixi en els preparatius de les eleccions presidencials i parlamentàries de 2012. Mentrestant, es va demanar al govern que s'ocupés de la reforma del sector de la seguretat, inclosa la PNTL.
La resolució va aprovar la reconfiguració de la UNMIT tenint en compte la situació canviant a Timor Oriental i el pla per a la seva retirada. Es va demanar a la UMIT que continués proporcionant l'aplicació de la llei fins que la PNTL assumís les seves responsabilitats plenament. A més, es va requerir a l'operació de la UNMIT que prestés assistència en l'àmbit dels drets humans, la reforma judicial i la cooperació de donants, mentre que el govern va ser convidat a enfortir les iniciatives de construcció de la pau.
Finalment, el Secretari General de les Nacions Unides Ban Ki-moon va rebre instruccions per controlar la situació a Timor Oriental i informar al Consell sobre els progressos realitzats.